# Виру-Яагупи
Ви́ру-Я́агупи (эст. Viru-Jaagupi) — посёлок в волости Винни уезда Ляэне-Вирумаа, Эстония.
До административной реформы местных самоуправлений Эстонии 2017 года был центром волостного района Виру-Яагупи (эст. Viru-Jaagupi osavald). 

## География и описание
Расположен у Тартуского шоссе, в 15 км к юго-востоку от уездного центра — города Раквере. Высота над уровнем моря — 109 метров.
В нескольких километрах к востоку от Виру-Яагупи расположен ландшафтный заповедник Мыдрику-Роэла.
Климат умеренный. Официальный язык — эстонский. Почтовый индекс — 46604.

## Население
По данным переписи населения 2021 года, в Виру-Яагупи насчитывалось 356 жителей, из них 334 (94,4 %) — эстонцы.
По данным переписи населения 2011 года, в посёлке проживали 404 человека, из них 377 (93,3 %) — эстонцы.
Численность населения посёлка Виру-Яагупи по данным переписей населения:
| Год  | 1959 | 1970  | 1979  | 1989  | 2000  | 2011  | 2021  |
| ---- | ---- | ----- | ----- | ----- | ----- | ----- | ----- |
| Чел. | 258  | ↗ 323 | ↗ 465 | ↗ 480 | ↘ 384 | ↗ 404 | ↘ 356 |

## История
В письменных источниках 1913 года упоминается Jakobi, Ansiedelung bei der Kirche (поселение).

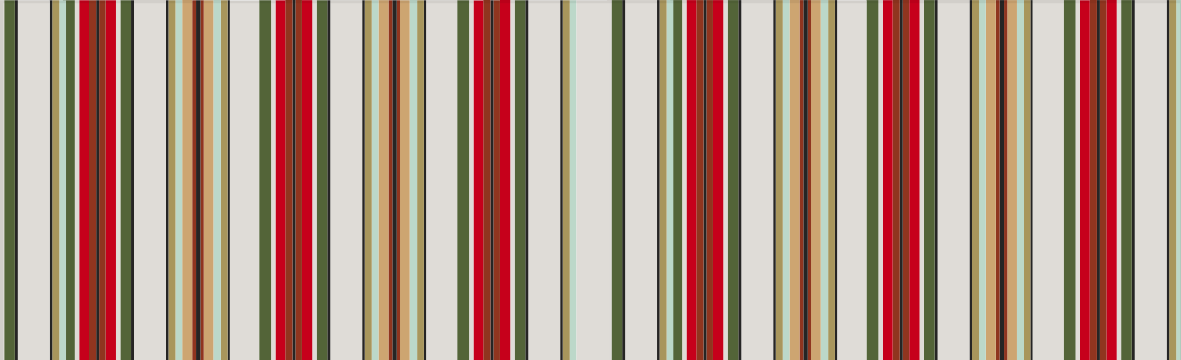
Цвета Виру-Яагупиского прихода

В древние времена на месте посёлка Виру-Яагупи находилась деревня Рыху (эст. Rõhu, в Датской помезельной книге 1241 года упоминается как Røuthæ, впоследствии это, вероятно, упоминаемая в 1796 году Rehha). Эстонские историки считают, что на землях деревни была построена церковь Виру-Яагупи, в окрестностях которой в конце XIX века возник посёлок, получивший название по названию церкви и её прихода (эст. Viru-Jaagupi kihelkond).  
Южная часть посёлка также исторически известна как Кирикукюла (эст. Kirikuküla, с эст. Церковная деревня); там родились братья Кристьян Рауд и Пауль Рауд (место отмечено памятным камнем).
В 1977 году, в период кампании по укрупнению деревень, с Виру-Яагупи была объединена деревня Купна (эст. Kupna).

Памятник на братской могиле павших во II мировой войне и жертв террора, 2009 год. Демонтирован в 2023 году

В 1950-е годы на находящейся на территории посёлка братской могиле советских воинов, павших во Второй мировой войне и жертв фашистского террора (исторический памятник с 1997 до 2023 года) был установлен памятник с надписью «Вечная слава героям, павшим в борьбе за советскую Родину против фашистских орд 1941—1944». Ранее у памятника была табличка с надписью «Здесь, в братской могиле, похоронены первые комсомольцы и пионеры Раквереского района, убитые фашистами» (утеряна к 1995 году). В 1969 году там же была установлена памятная табличка Леонарду Таммуру (Leonhard Tammur) с текстом «Защитник Родины Леонард Таммур, род. 1915, павший от рук фашистского бандита в июле 1941 года». 
Монумент из гранита на невысоком постаменте выполнен по типовому проекту Алара Котли. Перед памятником лежали четыре мемориальные доски, посвящённые Вайке Алликвеэ и трём её братьям, расстрелянным фашистами в августе 1941 года. Вайке Алликвеэ (Vaike Allikvee, род. 15.07.1923) — основательница первых пионерских отрядов и первая пионервожатая школы Туду в 1941 году. Хельмут Алликвеэ (Helmut Allikvee, род. 4.07.1920) был комсоргом волости, Антс Алликвеэ (Ants Allikvee, род. 20.12.1929) и Мауно Алликвеэ (Mauno Allikvee, род. 28.09.1926) были пионерами. 
Рабочая группа по советским памятникам при Госканцелярии Эстонии в своём протоколе от 30 ноября 2022 года признала памятник «красным», т. е. подлежащим демонтажу. Памятник был демонтирован весной 2023 года, останки перезахоронены позже (см. Список советских военных памятников Эстонии).

## Инфраструктура
До июля 2001 года в посёлке работала основная школа. В настоящее время в бывшем школьном здании размещаются молодёжный центр, библиотека, бюро обслуживания волостной управы и Музей прихода Виру-Яагупи.

## Памятники культуры
- Лютеранская церковь (памятник архитектуры[21]). Посвящена апостолу Иакову. Была построена, вероятно, во второй четверти XV века; разграблена во время Ливонской войны; восстановлена в 1667 году, когда предположительно была построена и ризница, снова разграблена во время Северной войны, когда часть интерьера церкви сгорела. В 1877—1878 годах церковь была перестроена: первоначальная башня снесена, возведена западная башня (высота 48 м), к нефу пристроены две новых травеи; внутри сохранился старый стиль постройки, экстерьер был выполнен в неоготическом стиле[21];
- церковный сад (исторический памятник, памятник археологии и архитектуры[22]);
- памятник Эстонской освободительной войне (открыт в 1923 году, снесён в 1945 году, восстановлен в 1990 году), исторический памятник[23];
- здание школы Виру-Яагупиского общества молодёжного образования, построено в 1908 году, памятник архитектуры[24]. До 2001 года в нём работала Виру-Яагупиская основная школа;
- кладбище Виру-Яагупи (исторический памятник) и могила Фердинанда фон Врангеля (1797—1870) на нём[25].

## Галерея

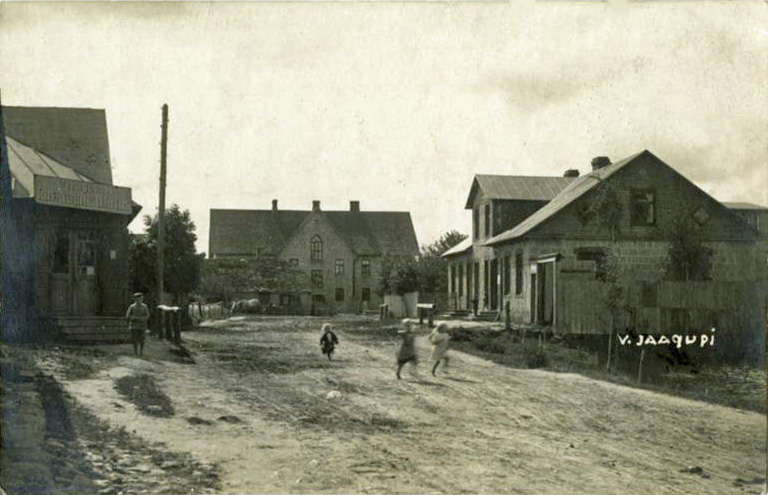
Виру-Яагупи в 1920—1930-х годах
Школьное здание
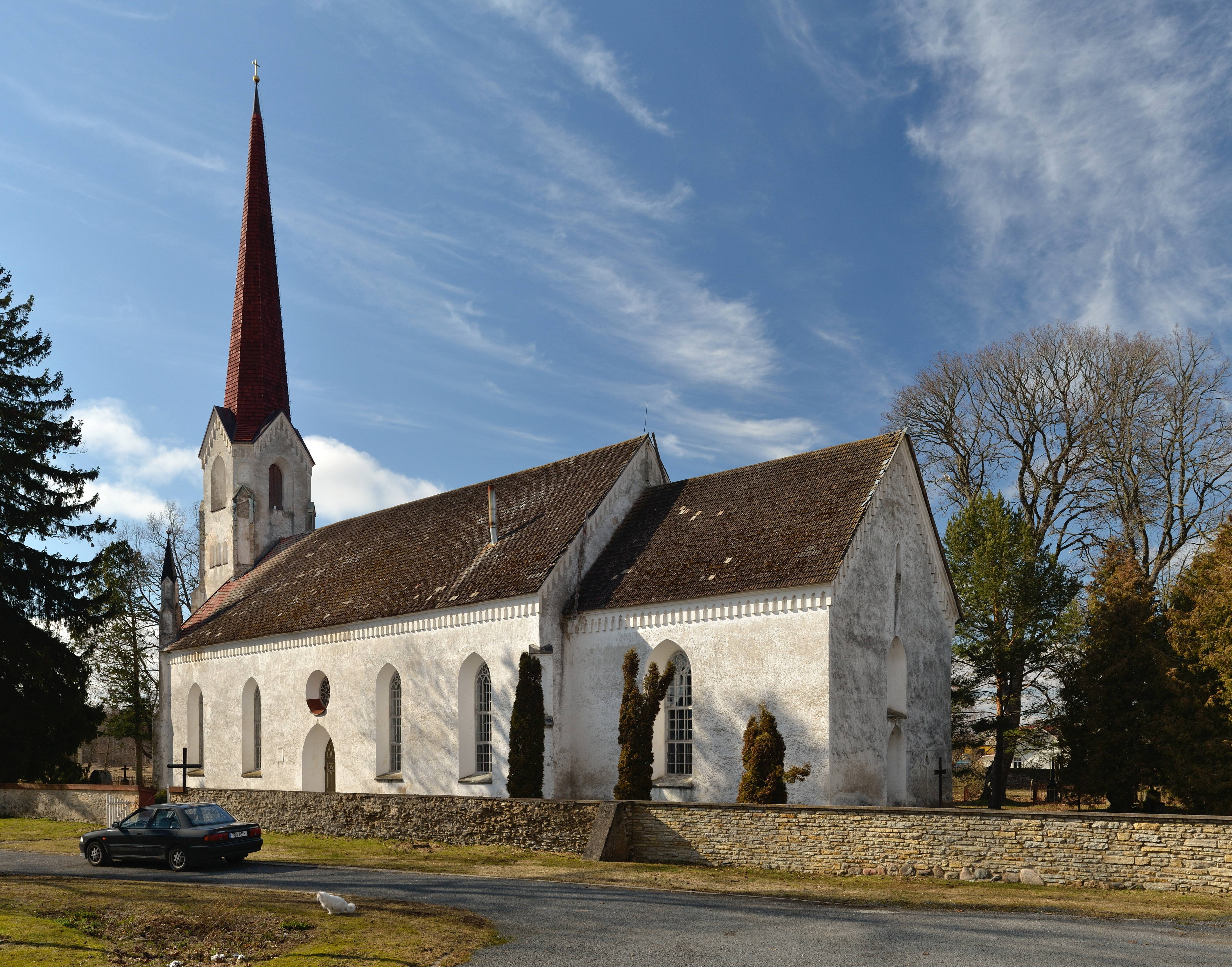
Церковь Виру-Яагупи
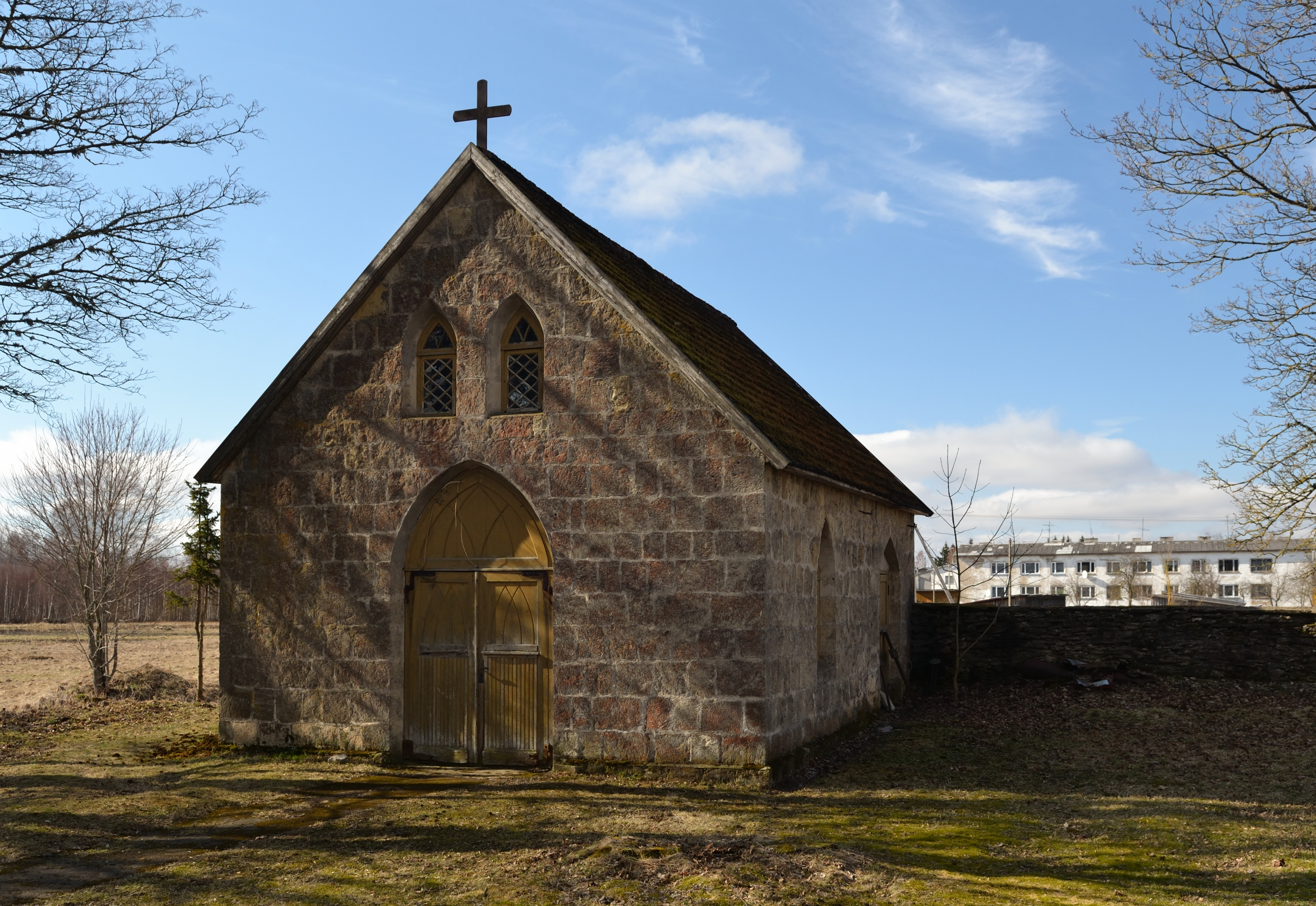
Церковная часовня
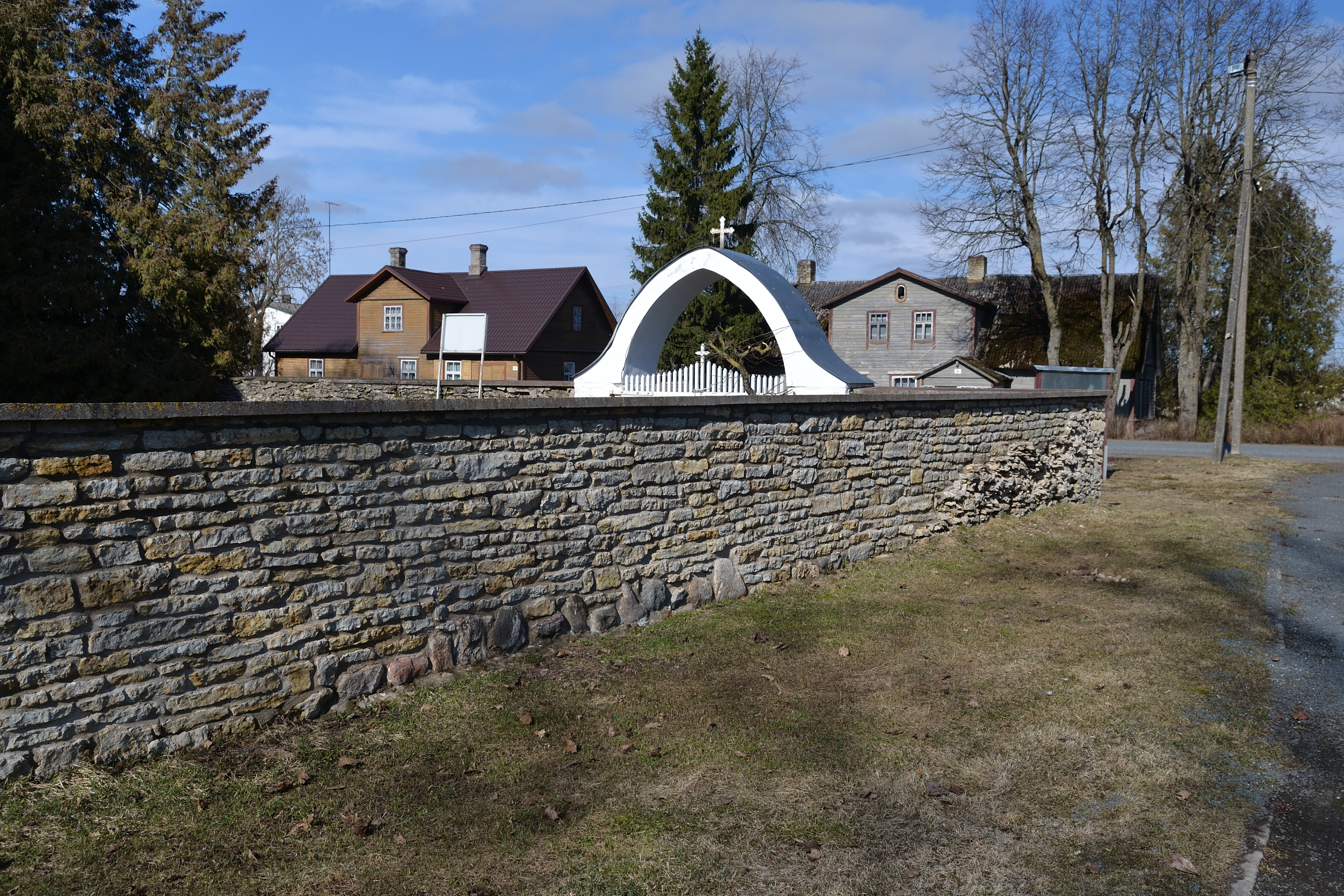
Ограда церковного сада